# Hamilton Academical Women Football Club
Maillots
Actualités
Le Hamilton Academical Women Football Club est un club écossais de football féminin, basé à Hamilton. Le club participe à la première division du championnat d'Écosse de football féminin depuis 2017. L'équipe dispute des matchs au John Cumming Stadium.

## Histoire
Le club est fondé en 1999 sous le nom d'Hamilton Athletic Ladies Football Club. Lors de ses trois premières saison, le nouveau club est à chaque fois promu dans la division supérieure jusqu'à rejoindre la première division écossaise en 2003.
Après une saison sous le nom de FC Hamilton, le club se rapproche de club masculin de la ville. Cette fusion abouti à la dénomination actuelle
Le club dispute la Premier League jusqu'en 2015. Il est alors relégué en deuxième division. Cet éloignement de l'élite ne dure qu'une seule année puisque dès 2016 Hamilton termine à la première place et rejoint de fait la première division.

## Palmarès
- Aucun.